# Roberto Ratto
Roberto Ratto (nombre artístico: Roberto Ratti; Buenos Aires, Argentina 5 de marzo de 1899-ibid., 9 de octubre de 1981) fue un director, codirector, guionista, e intérprete argentino. Fue uno de los fundadores de la entidad Directores Argentinos Cinematográficos en 1958. y director de la revista Cine Argentino
Su tema más destacado fue la letra y música de En un bosque de la China (FOX 1947). De las versiones grabadas se tiene registro de la versión cantada por Hugo del Carril, acompañado por la orquesta dirigida por Tito Ribero y glosas por Julián Centeya, sello Victor, grabado el 27 de agosto de 1942.
En el año 1944, la llegada de Hugo del Carril a México actualizó otra vez el tango, pero lo que más le valió a Hugo del Carril fue la notable interpretación de una melodía sencilla, graciosa y de ritmo contagioso de pasodoble mezclado con foxtrot: En un bosque de la China, que llegó a ser prohibido en Argentina durante el gobierno del general Juan Domingo Perón, por la actitud picaresca que posee su letra , pero gracias a la amistad de Ratti con Del Carril el autor consiguió que se volviera a escuchar el tema musical en las radios, esta vez en versión tango, y llegar a estar en la lista de los 10 más populares, aunque en esa época no se medía de esa manera los temas musicales más escuchados.
Después de la segunda mitad del siglo XX, se efectuaron versiones más modernas de En un bosque de la China. Las primeras versiones dirigidas a un público infantil se sucedieron en los años setenta, disimulando el sentido picaresco de la letra, al eliminar los versos finales alusivos al beso de la pareja y cambiando versos: "como yo era un perdido", pasó a "como yo andaba perdido"; y, en algunos casos, "Junto a la china me senté", se cambió por "Como la china me senté", cambiando la picardía erótica por una picardía amorosa. Las primeras versiones infantiles se difundieron en la década de los setenta por artistas como el dueto español Enrique y Ana (1979), el payaso Cepillín, el comediante Chabelo, la marioneta Topo Gigio y más tarde las de otros artistas mexicanos, como el grupo de rock Los Estrambóticos a mediados de los noventa, las cantantes mexicanas Tatiana (2010), Thalía (2014). La más reciente versión corresponde al artista y poeta Daniel Melingo (2016) que incluye el tema en su álbum Andá, eliminando los versos finales, pero manteniendo los otros, en una producción, según la crítica, con una visión sórdida, artie o arty (dícese de quien se muestra pedante en su erudición) "más cercana a la vena oscura de Tom Waits y el pulso teatral del cabaret alemán de Kurt Weill. Entre el sonido gypsy de Django Reinhardt, la mirada de posguerra y un imaginario visual romaní más cercano a Emir Kusturica en Underground (película)"

## Filmografía
Director
- Los hombres no deben llorar (1979) (México)
- Nace un campeón (1952)
- El desquite (1947) (México)
- Como tú ninguna (1946)
- Las sorpresas del divorcio (1943)
- Amor último modelo (1942)

Codirector
- Historia del 900 (1949)

Guionista
- Los hombres no deben llorar (1979) (México)
- Se acabaron las mujeres (1946)  (México)
- Las sorpresas del divorcio (1943)
- La suerte llama tres veces (1943)

Colaborador de guiones
- Peluquería de señoras (1941)

Actor
- Fragata Sarmiento (1940)